# Kira Kener
Kira Kener (San José, California; 11 de agosto de 1974) es una actriz pornográfica estadounidense. Su carrera se ha desarrollado principalmente entre 1999 y el año 2004.

## Biografía

### Inicios
Hija de padre noruego y de madre vietnamita, su mezcla euroasiática pronto le abriría las puertas del mundo del espectáculo. Como muchas actrices porno, Kira empezó su carrera como bailarina de estriptis. Fue la protagonista de la publicidad del glamoroso Crazy Horse Gentlemen`s Club en San Francisco y del club vip the Spearmint Rhino en el sur de California. Sus logros como bailarina incluyen Miss Dollhouse, Miss Nude Asia de 1997 y 1998, también en 1998, mejor performance en escena y bailarina de estriptis portada del año.[cita requerida]

### Carrera como actriz porno
En 1999 Kira firmó un contrato en exclusiva con Vivid haciendo su debut en el cine X con la película Nurses.
En marzo de 2002, Kira compartió portada de Playboy con la también Vivid Girl Dasha. En diciembre fue elegida Pet del mes de la revista Penthouse.
Contribuyó a coescribir el libro How to Have a XXX Sex Life: The Ultimate Vivid Guide, publicado en 2004.
El 26 de febrero de 2004 fue despedida por Vivid tras detectársele una enfermedad de transmisión sexual. La actriz se defendió alegando que el origen del contagio estaba en un juguete sexual empleado en el rodaje de una película de Vivid. El asunto llegó a los tribunales y estos le dieron la razón a la actriz a principios de 2007.
En 2007 estrenó una nueva entrega de la conocida saga interactiva Virtual sex titulada Virtual sex with Kira Kener. Aunque estrenada en 2007, en realidad fue rodada en 2005. Esta película es, hasta el momento, la única que ha realizado fuera de Vivid.

## Filmografía parcial
Nota : La filmografía completa y actualizada es consultable en los enlaces que figuran en la ficha de la actriz
- 20 Candles
- All About Kira
- Arrangement
- Award Winning Sex Scenes
- Bad Kitty
- Bet
- Blow Hard
- Blow Me
- Blown Away
- Breathe
- C Men
- Cotton Panties Half Off
- Eye Spy
- Facade
- Forsted
- Girls Only: Cheyenne
- Haulin' Ass
- Heart Breaker
- History Of Fetish
- Hollywood Hostel
- House Sitter
- Inner Vision
- Jackie And Jill
- Kira At Night
- Kira Kenner: Extreme Close-up
- Kira's Hot Spot
- Last Girl Standing
- Les Bitches
- Les'be Friends
- Love Hurts
- Moxie
- Ms. Fortune
- Nurses
- Obsession
- Open All Night
- Out Of Control
- Pipe Dreams
- Prisoner
- Rack 'em
- Reflections In A Window
- Return To Sender
- Scent
- Sexual Misbehavior
- Stroke Of Genius
- Swirl
- Teen Angel
- Thrills 1
- Thrills 2
- True Blue
- Unfinished
- Virtual Love
- Where The Boys Aren't 14
- Where The Boys Aren't 15
- Where The Boys Aren't 16
- Where The Boys Aren't 17
- White Room
- Window
- Young Jenna

## Trivia
- Es comparada con la clásica Christy Canyon.
- Es fan de la serie de TV Anatomía de Grey, le gustan las películas de terror y su película favorita de todos los tiempos es Pretty Woman.
- Su grupo musical favorito es Kiss, le gusta el rock y la música pop de la década de 1980